# Fjallabyggð
Fjallabyggð est une municipalité du Nord de l'Islande.

## Histoire
Sa création résulte de la fusion des municipalités de Ólafsfjörður et de Siglufjörður.

## Jumelages
La ville de Fjallabyggð est jumelée avec :
- Herning (Danemark)
- Vänersborg (Suède)
- Holmestrand (Norvège)
- Kangasala (Finlande)
- Saltvik (Îles Åland)
- Eiði (Îles Féroé)
- Sermersooq (Groenland)
- Hillerød (Danemark)
- Karlskrona (Suède)
- Horten (Norvège)
- Loviisa (Finlande)